# Всяка твоя сълза
Всяка твоя сълза (на турски: Bir Litre Gözyaşı, в най-близък превод Литър сълзи) e турски драматичен сериал, излъчил се премиерно през 2018 г. Създаден е като адаптация на японския сериал „Един литър сълзи“ на Телевизия Фуджи, излъчен през 2005 г.

## Сюжет
Джихан е безгрижно и щасливо 18-годишно момиче. Тя е приета в университет и работи в сладкарницата на родителите си. Скоро обаче лекарите съобщават на Джихан,че страда от сериозно заболяване на мозъка,за което няма лечение. Близките и приятелите на Джихан ще се опитат да й помогнат да се справи с коварната болест.

## Актьорски състав
- Санем Челик – Фиген Йюрекли
- Мирай Данер – Джихан Йюрекли
- Толга Текин – Музафер Йюрекли „Музо“
- Мерт Язъджъоолу – Махир Йеткин
- Полат Билгин – д-р Онур Байрам
- Ердал Билинген – Джунейт Йеткин
- Гонджагюл Сунар – Суна
- Берфин Чироглу – Ханде
- Мехмет Айкач – Али
- Мелис Хаджидж – Селин
- Хелин Кандемир – Елиф Йюрекли
- Гьоркем Мете Демир – Дениз Йюрекли
- Ревна Чолак – Еда Йюрекли
- Нур Сюрер – Гюзин Акмеше
- Айсун Метинер – Шебнем
- Ахмет Сомерс – Селим Акмеше
- Айчин Инджи – Севда

## В България
В България сериалът започва на 8 февруари 2020 г. по Диема Фемили и завършва на 25 март. На 31 януари 2022 г. започва повторно излъчване и завършва на 25 март. На 16 април започва отново по Нова Телевизия. Ролите се озвучават от Елисавета Господинова, Петя Абаджиева, Николина Чонова, Светозар Кокаланов, Силви Стоицов и Васил Бинев.